# 富爾敦男爵約翰·富爾敦
富爾敦男爵約翰·斯科特·富爾敦（1902年5月27日—1986年3月14日），英國大學行政人員和政治哲學學者，1950年代至1960年代嘗任斯旺西大學學院院長、威爾斯大學校長及薩塞克斯大學校長，另外還擔任過英國廣播公司董事局副主席和英國文化協會主席。
富爾敦早年先後受教於聖安德魯大學、牛津大學貝利奧爾學院和倫敦政治經濟學院，二戰以前長年於貝利奧爾學院教授政治哲學。在二戰期間，他先後於戰時政府的礦務部和燃料及電力部擔任首席助理秘書，戰後於1947年至1959年出任斯旺西大學學院院長，任內曾在1952年至1954年、以及在1958年至1959年兩度兼任威爾斯大學校長。
具多年大學行政經驗的富爾敦在1959年受命創立薩塞克斯大學學院，隨後於1961年過渡為薩塞克斯大學首任校長，至1967年方告卸任，期間對大學的草創和初年發展具重要影響。在1966年至1968年，他進而獲首相哈羅德·韋爾遜委任為一個公務員事務委員會主席，研究推動公務員專業化，但建議最終遭受公務員的鉅大阻力而未能付諸實行。
香港中文大學也與富爾敦具密切關係，他早於1959年應香港總督柏立基爵士邀請，率先來港考察當地的高等教育情況，為中文大學創校奠下基礎。後來，他再應柏立基和另一港督麥理浩爵士的邀請，先後在1962年和1975年來港主持兩個富爾敦委員會，兩個委員會隨後分別發表的《富爾敦報告書》，更是對中大的發展起決定性影響。前一份《報告書》促成中文大學在1963年10月創校，但後一份《報告書》主張把中文大學的管治模式由原來的「聯邦制」更改為「單一制」，卻在當時引起了不少爭議。
富爾敦多年來在英國和海外推動高等教育的發展，表現得到多方肯定，他除了在1964年和1966年分別獲英廷冊封為下級勳位爵士和終身貴族，還獲薩塞克斯大學在內10家大學頒授名譽博士學位。他也是香港中文大學的創校海外校董，並在1964年成為首批獲該校頒授名譽博士學位的人士，後來更於1981年成為該校歷來首位終身校董。

## 生平

### 早年生涯
富爾敦在1902年5月27日生於英國蘇格蘭鄧迪，父親奧格斯·羅伯遜·富爾頓（Angus Robertson Fulton，1871年－1958年）嘗任鄧迪大學學院（鄧迪大學前身）院長，母親名叫安妮·斯科特（Annie Scott）。富爾敦在家中排行最小，有一名胞兄和胞姊，胞兄安格斯·安德遜·富爾頓（Angus Anderson Fulton，1900年－1983年）任職土木工程師，曾獲英廷頒授CBE勳銜；胞姊安妮·亞歷山大·富爾頓醫生（Dr Annie Alexander Fulton，1898年－1977年）曾在鄧迪大學學院擔任醫學院講師。</ref>

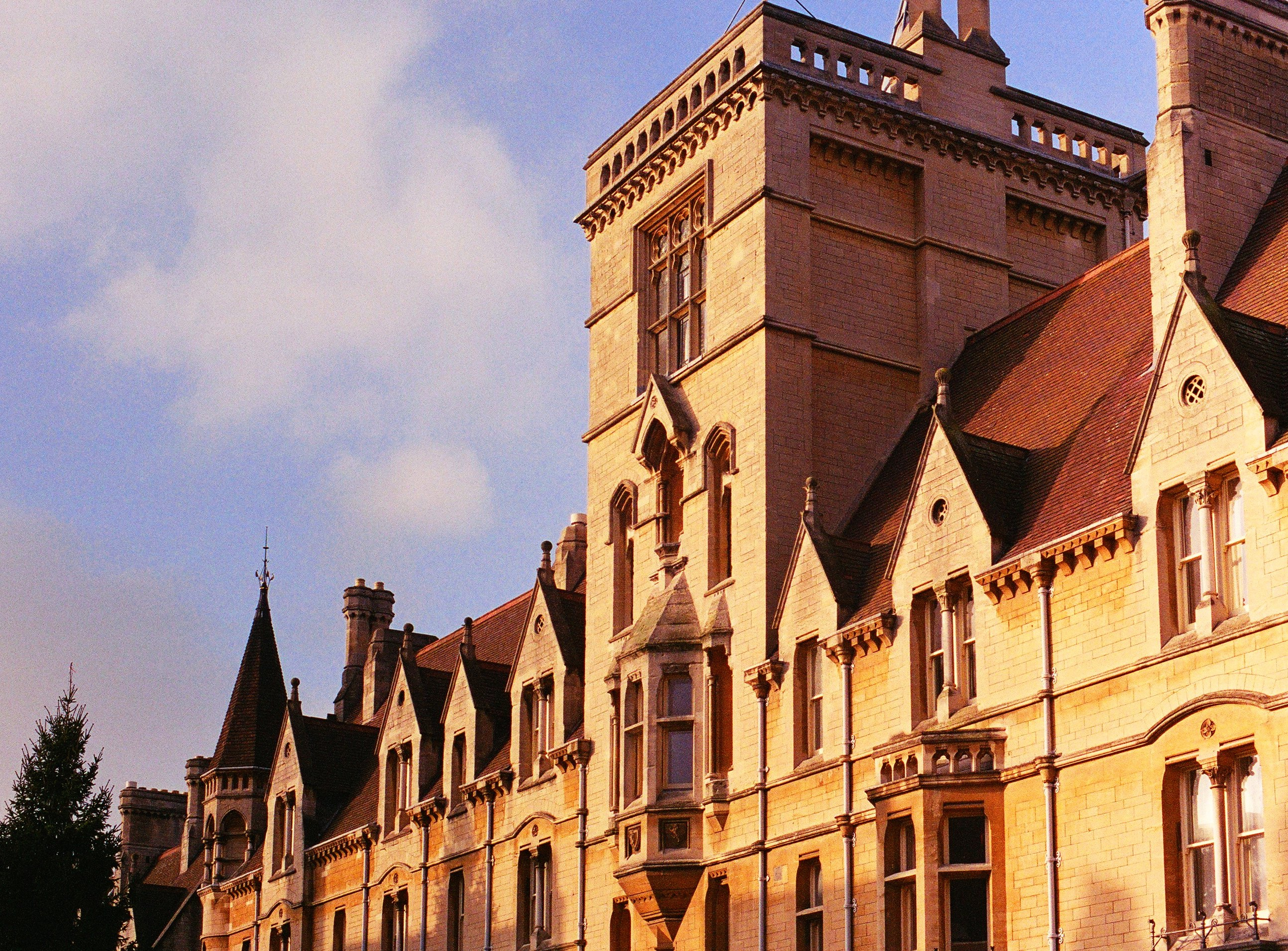
富爾敦勳爵1928年至1947年任教於母校牛津大學貝利奧爾學院

富爾敦早年受教於鄧迪高校，隨後升讀聖安德魯大學，復獲獎學金入讀牛津大學貝利奧爾學院，並在1924年和1926年分別從牛津大學的古典文學榮譽考試（classical honour moderations）和人文學科考試（literae humaniores）取得二級成績。從牛津大學畢業後，富爾敦由1926年到1928年在倫敦政治經濟學院深造，同時在該校兼任邏輯及科學方法助理，及後於1928年返回貝利奧爾學院擔任哲學導師，並當選該院院士，當時他所從屬的哲學、政治及經濟學系正在草創當中，發展迅速，自1935年起，他復改任為政治學導師，專注於研究和教學工作。
在1935年至1938年，他進而兼任喬維特講師（Jowett Lecturer），後來又於1936年至1937年出任洛克菲勒院士（Rockefeller Fellow）、1939年至1947年擔任牛津大學納菲爾德學院的學院院士、以及在1945年至1947年擔任喬維特院士。富爾敦曾在不同學術期刊和研討會發表關於政治哲學的文章，並曾在1935年與另一學者C·R·莫理斯（C. R. Morris，後為勳爵）共同出版In Defence of Democracy（《為民主辯護》）一書。
在第二次世界大戰期間，他先於1940年至1942年在首相邱吉爾的戰時政府礦務部出任首席助理秘書，後於1942年至1944年改到燃料及電力部擔任同一職務，曾與他共事的包括皇家統計學會主席威廉·貝弗里奇爵士（後為貝弗里奇勳爵）和政府統計學家及經濟學家哈羅德·韋爾遜（後為英國首相和韋爾遜勳爵）等。戰後初年，富爾敦又在1948年至1954年獲委任為威爾斯及蒙茅斯郡工業邨有限公司總監、1949年至1959年任礦工福利全國獎學金遴選委員會主席、1950年至1962年擔任礦務資格管理委員會主席、以及在1957年至1965年任大不列顛全國煤業關係審裁處委員。戰時和戰後在政府的工作，為他累積不少行政管理方面的經驗，建立起的人脈網絡對他日後的事業發展也起莫大的幫助。

### 大學行政

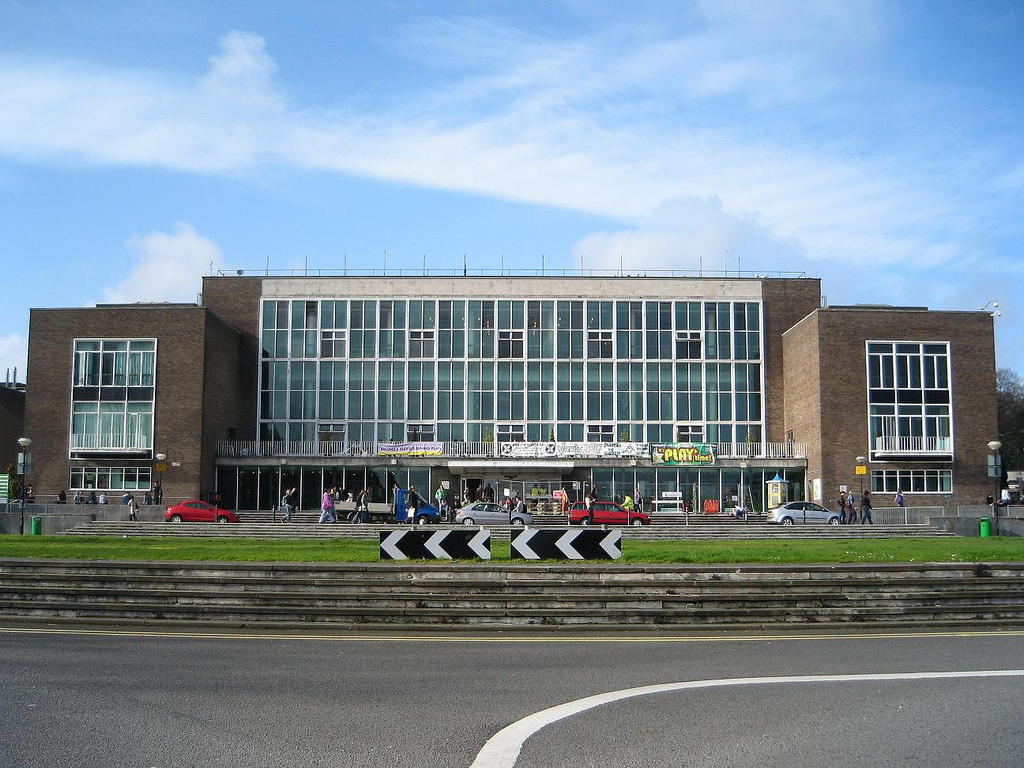
斯旺西大學內的富爾敦樓

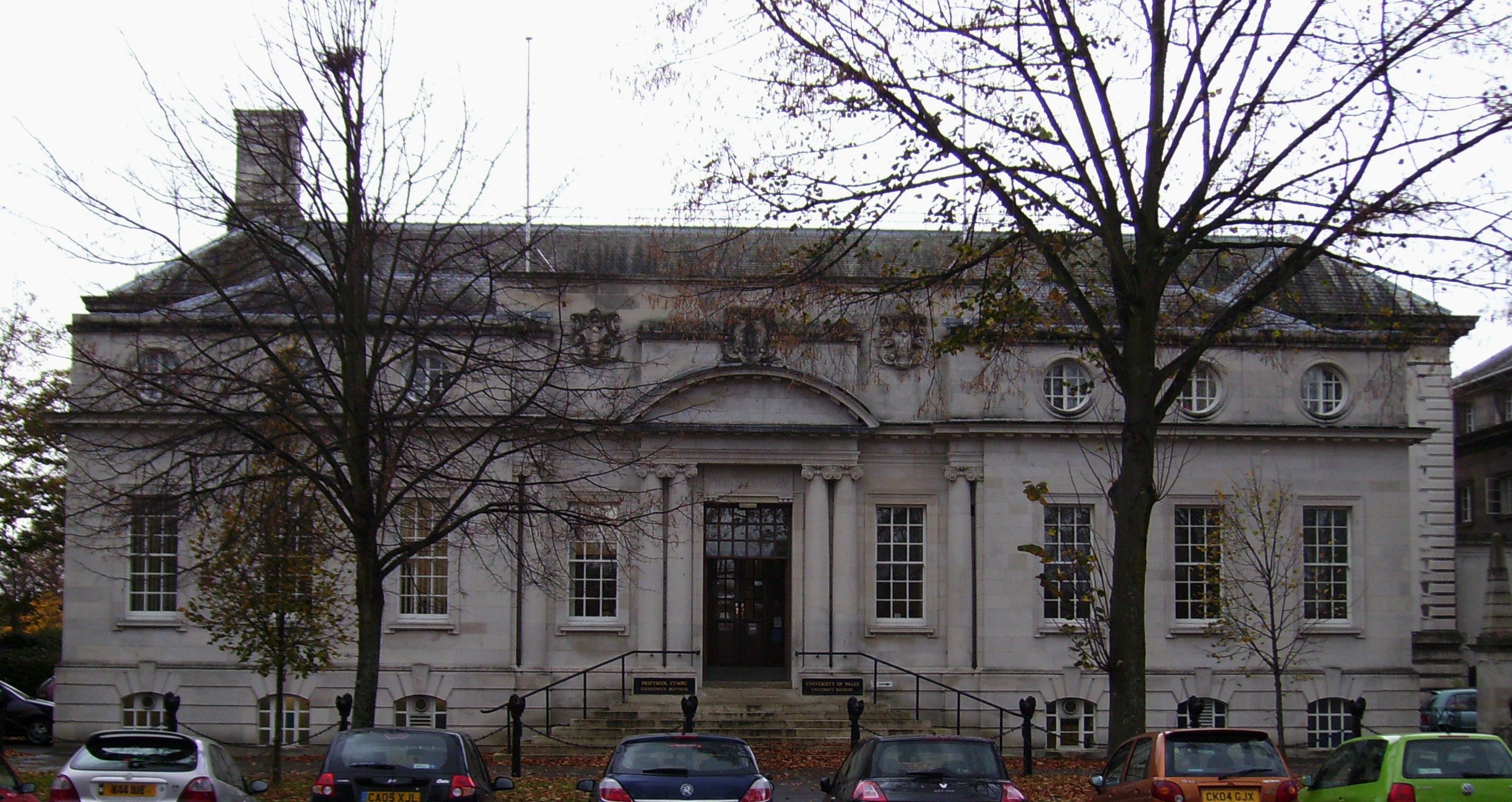
富爾敦勳爵曾經兩任威爾斯大學校長

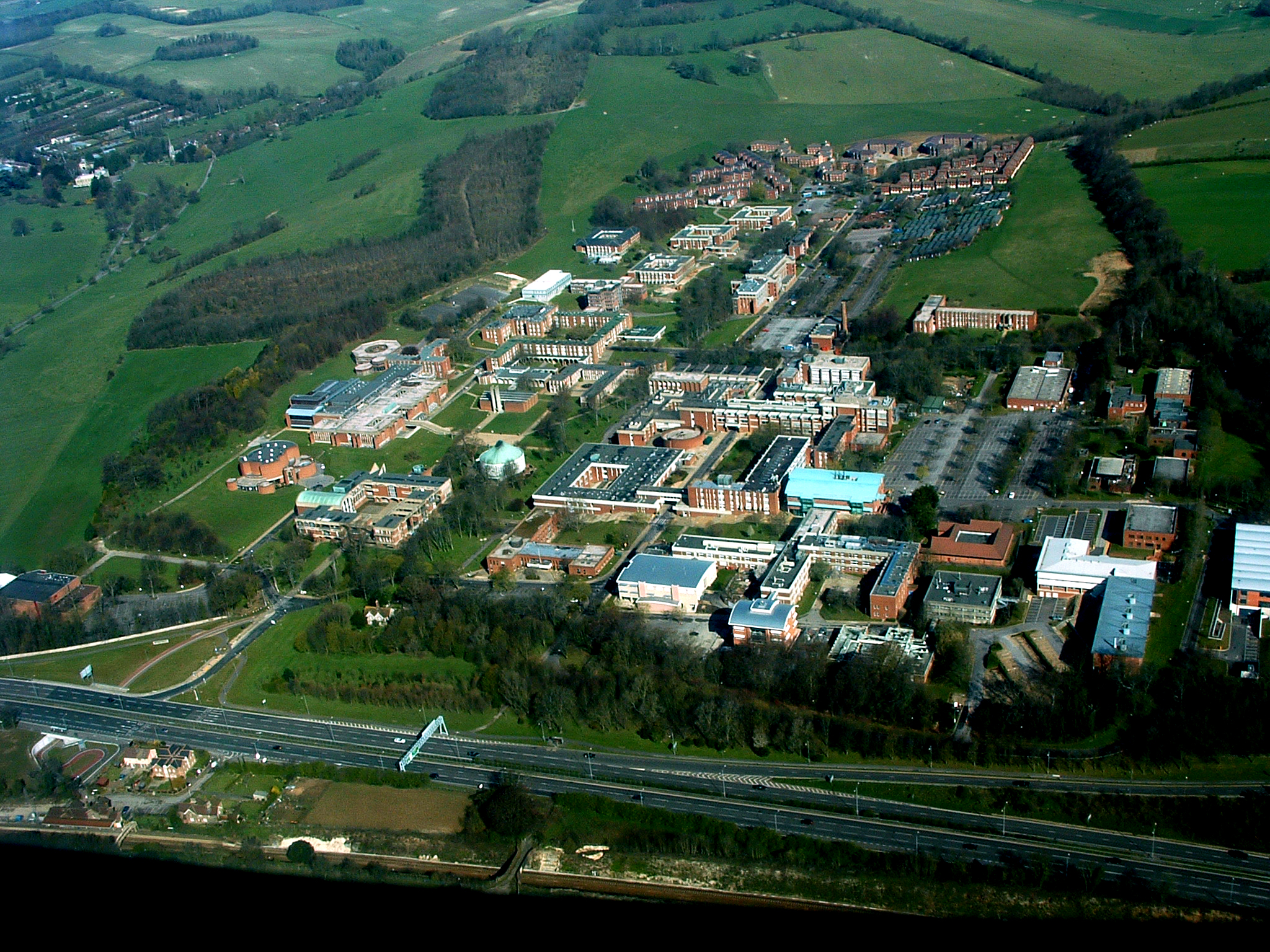
富爾敦勳爵一手創立薩塞克斯大學

憑藉他戰時在政府供職的表現，富爾敦戰後於1947年卸下牛津大學政治學院士兼導師的職務，並旋獲聘任為威爾斯的斯旺西大學學院（斯旺西大學前身）院長，任內於1952年至1954年以及於1958年至1959年兩度兼任威爾斯大學校長。在斯旺西大學學院院長任內，他除了支持學院的擴充，還特別專注於發展成人教育，曾於1952年至1955年兼任大學成人教育理事會主席和國家成人教育研究所理事會主席。
另一方面，自二戰以後，隨著教育逐漸普及，大眾對專上教育的需求與日俱增，英國在五、六十年代創立了不少新式專上院校，又因為這些院校的校舍設計前衛，因而有「平板玻璃大學」之稱，而選址海濱城市布萊頓附近的薩塞克斯大學學院，即為英國戰後第一家「平板玻璃大學」。富爾敦與薩塞克斯大學學院的草創具密切的關係，在1959年，他卸下斯旺西大學學院的職務，受任草創大學學院，並擔任首任院長，負責籌備大學學院的設立、監督校舍的建設、制定大學學院的組織和章程、並舉辦籌募活動籌集創校所需的資金。
在1961年8月16日，薩塞克斯大學學院獲英廷授予《皇家特許狀》正名為薩塞克斯大學，而富爾敦也順利過渡成為大學的首任校長。在一眾大學教學人員、行政團隊和他的努力下，大學在同一年順利收生開學，初時只有學生52名，但翌年即增至200名。1963年10月，英政府又接納《羅賓斯報告書》的建議，同意進一步擴充專上教育學額，富爾敦遂按建議提高目標，計劃在1967年10月把收生數目逐步增加到3,000人，比原訂的計劃提早四年。創校之初，外界不少評論都對這家大學抱有既懷疑、又羨慕的態度，但透過承傳牛津大學貝利奧爾學院自由開放校風的特色，薩塞克斯大學慢慢贏得了「臨海貝利奧爾」（Balliol-by-the-sea）的稱譽，並成為學生之間受歡迎的報讀對象，是英國六十年代其中一所具代表性的新式大學。
擔任薩塞克斯大學校長任內，富爾敦除了分別在1959年至1963年兼任全國教師培訓和供應顧問局主席和在1961年至1964年出任大學教學方法委員會委員外，還在1961年促成大學中央收生理事會的設立，並在1961年至1964年擔任理事會首任主席，著手更有系統地協調和重整英國本土大學的收生安排。此外，他又熱衷參與海外的專上教育發展，曾經參與制定馬爾他、塞拉里昂、尼日利亞和香港等地的高等教育政策，其中包括在1954年擔任塞拉里昂教育要求委員會主席、以及在1962年至1972年出任皇家馬爾他大學（馬爾他大學前身）委員會主席。在1964年至1968年間，他復擔任海外高等教育大學校際理事會主席，進一步推動海外英聯邦成員國和殖民地的高等教育發展。
富爾敦擔任薩塞克斯大學校長期間，為大學提供方向上的指導，多於親身埋首於日常的運作，對大學初年的發展奠下重要基礎。在1967年10月，他因公務繁重，提早一年正式卸任大學校長一職，由身兼該校副校長的歷史學家阿薩·布里格斯（Asa Briggs，後為勳爵）接替。為表彰他對英國和海外專上教育的貢獻，富爾敦先在1964年獲英廷冊封為下級勳位爵士，復於1966年晉封為終身貴族，稱號為富爾敦勳爵，並以薩塞克斯大學所在地法爾馬（Falmer）為封邑，封號全稱為薩塞克斯郡法爾馬的富爾敦男爵約翰·斯科特·富爾敦（John Scott Fulton, Baron Fulton of Falmer in the County of Sussex）。

### 草創中大

#### 創校背景

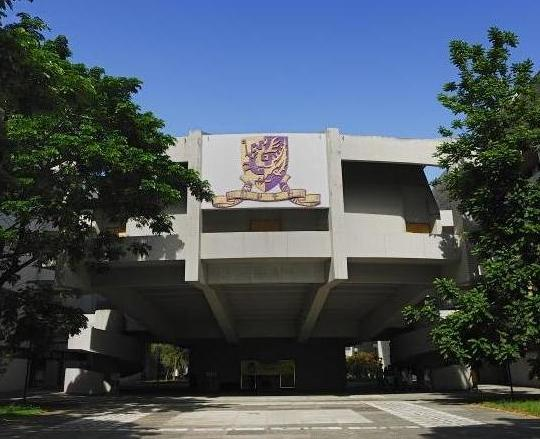
自二戰結束後，香港社會漸漸出現設立一所中文大學的構想

如上所述，在英國大學行政方面具多年經驗的富爾敦，曾協助過不少海外英聯邦國家和殖民地推動當地的高等教育發展，其中，他更兩度為香港中文大學發表《富爾敦報告書》，對中大的草創和早期發展起決定性影響。事實上，香港在二戰完結後不久，特別是中華人民共和國在1949年立國後，已漸漸出現設立一所中文大學的構想。當時中國大陸局勢動盪，不少南逃來港的大陸學者紛紛開辦一些私人專上院校，然而，鑑於這些院校並非大學，因此頒授的學位不像香港大學一樣，獲得香港政府同等的承認；另一方面，在1949年以前，不少在中文學校就讀、或是不獲港大取錄的香港預科畢業生，通常都會選擇到中國大陸的大學繼續升學，但自中共建政以後，前赴大陸升學的做法漸為罕見，使這類學生少了一條主要的升學途徑。
在1951年，時任香港總督葛量洪爵士委任怡和洋行大班兼行政局非官守議員賈士域（John Keswick）深入研究香港的高等教育，並探討在香港設立一所中文大學的可能性。然而，在1952年發表的《賈士域報告書》當中，賈士域否決在香港開辦中文大學的構想，退而建議由香港大學開辦中文課程，但有關建議最終也遭到港大反對而流產。港府以至是港大在當時否決興辦中文大學有很多原因，主要除了是因為經費和師資問題以外，還有就是港大和港府不希望見到香港同時出現兩所大學，擔心中文大學的存在會與原有的港大分庭抗禮，不單分散資源，更甚者影響港府集中制定高等教育政策。
雖然設立中文大學的構想此後一度沉寂下來，但不少人仍然相信設立中文大學是有其重要性的。香港大學校長賴廉士爵士本身一直也支持創辦一所中文大學，而港督葛量洪也認為及早由港府設立中文大學，可避免共產黨捷足先登，在香港先行創立一所具左派親中背景的大學。數年以後，香港於1956年發生雙十暴動，促使港府與英政府在同年重新審視香港的高等教育政策，興辦中文大學的構思遂再度浮現；幾經內部討論，英政府終於在1958年8月原則上支持在香港創辦一所中文大學，對中文大學的創辦是為一大突破。
此外，曾任香港輔政司的新加坡總督柏立基爵士在1958年初接替葛量洪出任港督後，也對創立中文大學的構思給予積極支持。在新加坡任職時，柏立基也應對過類似問題，早於1953年，當地祖籍福建的僑商自行出資創辦南洋大學，是為新加坡首家以華文為授課語言的大學。可是，鑑於當地政府採取以英文優先的政策，再加上南洋大學創校初期被指受到馬共滲透，因此一直遭受政府冷待，在1956年5月，時任新加坡教育部長周瑞麒更表示南洋大學頒授的學位將不獲政府承認，使大學與政府的關係陷入不和的局面。

#### 第一次富爾敦委員會
在這種背景下，柏立基爵士甫上任港督後，就開始扶助一些好像是新亞書院、崇基學院和聯合書院等較有名氣的中文專上院校，為創立中文大學鋪路。在1959年10月，富爾敦成為首位應港府邀請來港，為新亞、崇基和聯合三所院校制定發展路向的海外專家，從此與中文大學結下不解之緣。在1960年3月，富爾敦向港府提交《香港專上學院發展報告書》，他在報告書中率先構思將來中文大學的運作模式，並提出三院在日後升格成為大學以後，應以中文作為授課語言；此外，儘管報告書中沒有提出「聯邦制」，但就反對大學日後以「單一制」的大學模式運作。在海外高等教育大學校際理事會協助下，三院校長復於同年10月出訪英國考察17所大學，以了解當地大學的運作模式。富爾敦所構思的中文大學是海外高等教育大學校際理事會參與之下，歷來第一家以中文而非英文為主要教學語言的大學；再加上構思中的大學傾向採用「聯邦制」，而非英國本土大學較常見的「單一制」模式，因此更見其獨特性。

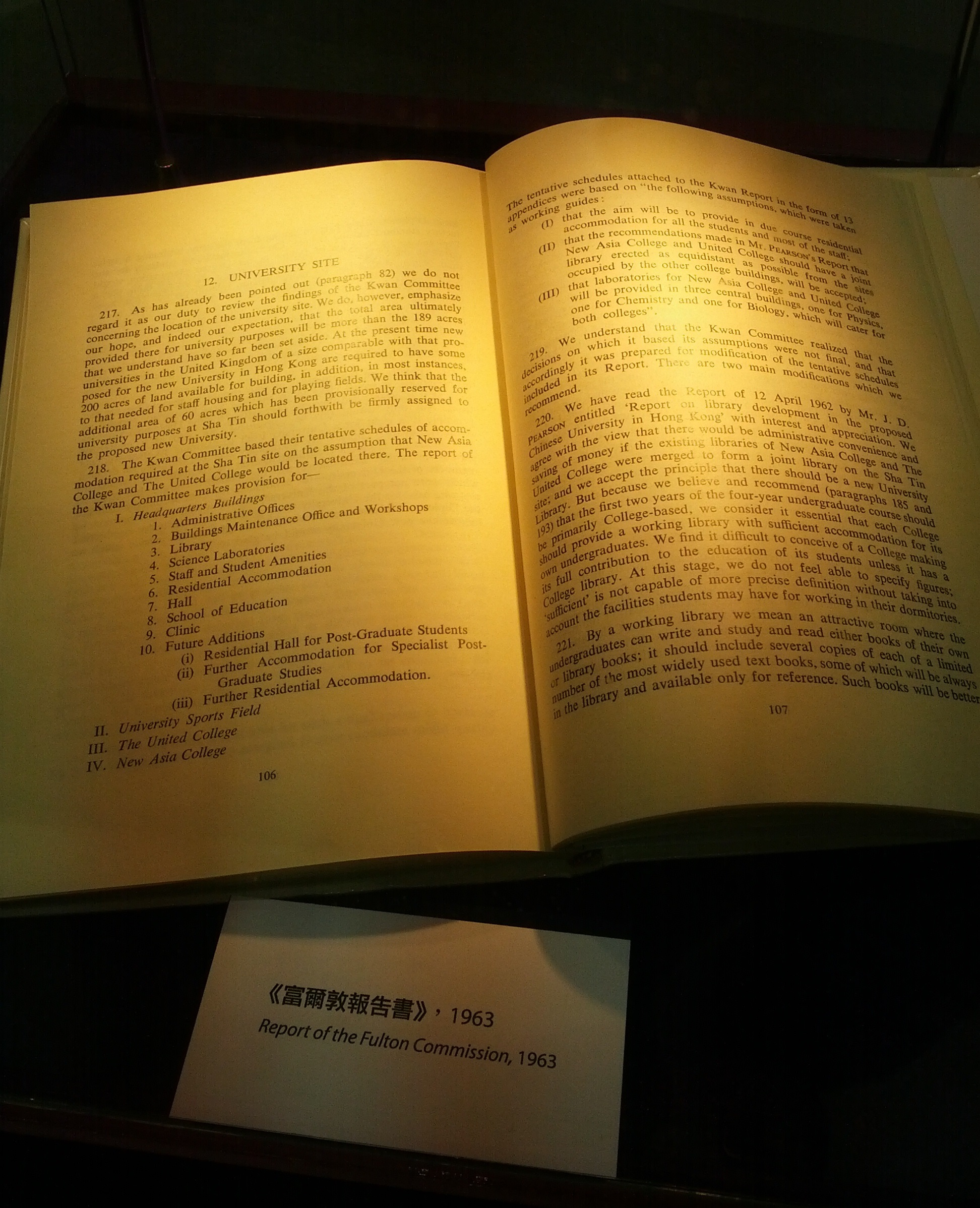
第一次《富爾敦報告書》對香港中文大學在1963年創校具決定性影響

在1961年6月，港府設立了一個大學籌備委員會，由行政立法兩局非官守議員關祖堯（後為爵士）擔任主席，著手籌備大學設立的前期工作。同時間，港府又積極物色人選以籌組一個專家委員會，就大學的組成提供深入的意見，這個第一次富爾敦委員會隨後於1962年委出，主席除了由富爾敦擔任外，其他成員還包括劍橋大學生化學家楊格教授（Professor Frank Young，後為爵士）、利茲大學教務長羅治博士（Dr John Loach）、加州大學管理學教授李卓敏博士、以及馬來亞大學物理系的湯壽伯教授，而秘書則由海外高等教育大學校際理事會的麥仕維（I. C. M. Maxwell）擔任。委員會一行在1962年7月來港考察三個星期，並於翌年2月發表第一次《富爾敦報告書》，提出不遲於1963年9月底前創辦大學。
在1963年6月，港府正式接納了《富爾敦報告書》的建議，旋即設立一個由20人組成的臨時校董會。在短時間內，臨時校董會火速根據《報告書》的建議制定大學章程、組織、權力及學制等細節，其中，臨時校董會確立大學將由新亞、崇基和聯合三所院校以「聯邦制」模式組成，並採取「四年制」學制，與香港大學的「三年制」學制不同。此外，臨時校董會又確定把大學命名為香港中文大學，以及確立選址沙田馬料水創校，而校址則得到港府以優厚條件撥給。
中文大學臨時校董會在1963年8月把賦予中大法定權力的《香港中文大學條例》草案呈交港督柏立基爵士省覽，條例草案隨後於同年9月15日獲立法局三讀通過成為法例。在1963年10月17日，港督柏立基爵士正式於香港大會堂主持香港中文大學成立典禮，籌備經年的香港中文大學終告成立。與香港大學一樣，香港中文大學由港督兼任大學監督一職，創校校長則由李卓敏博士擔任，而富爾敦在創校後即獲委任為其中一名創校海外校董。在1964年9月，中文大學舉行首屆大學學位頒授典禮，中大校方以富爾敦在創校一事上起關鍵影響，特向他頒授榮譽法學博士學位，以作表揚。當年除他以外，也就只有另外四人同獲中文大學頒授首屆名譽法學博士學位。

#### 第二次富爾敦委員會
香港中文大學創校後，富爾敦繼續透過校董身份參與大學的初期發展。踏入七十年代以後，輿論開始就大學的「聯邦制」模式出現爭論，反對「聯邦制」模式的意見認為，「聯邦制」導致大學的行政架構重疊，增添不必要的經費開支，也影響大學集中規劃整體的長遠發展。早在1974年2月，中大校長李卓敏博士已委託新亞書院校長兼中大副校長余英時教授主持一個教育方針與大學組織工作小組，負責檢討中大的管治模式和行政架構。余英時工作小組雖然在1975年7月發表總結報告，但港府以總結報告的影響深遠，將要修訂《香港中文大學條例》為理由，結果由時任港督麥理浩爵士在1975年11月12日委出香港中文大學調查委員會，並再一次由富爾敦出任委員會主席，而這次的成員包括大學及理工教育資助委員會前主席夏利士爵士和匹茲堡大學榮譽社會學教授楊慶堃博士兩人，秘書則再次由海外高等教育大學校際理事會的麥仕維擔任。

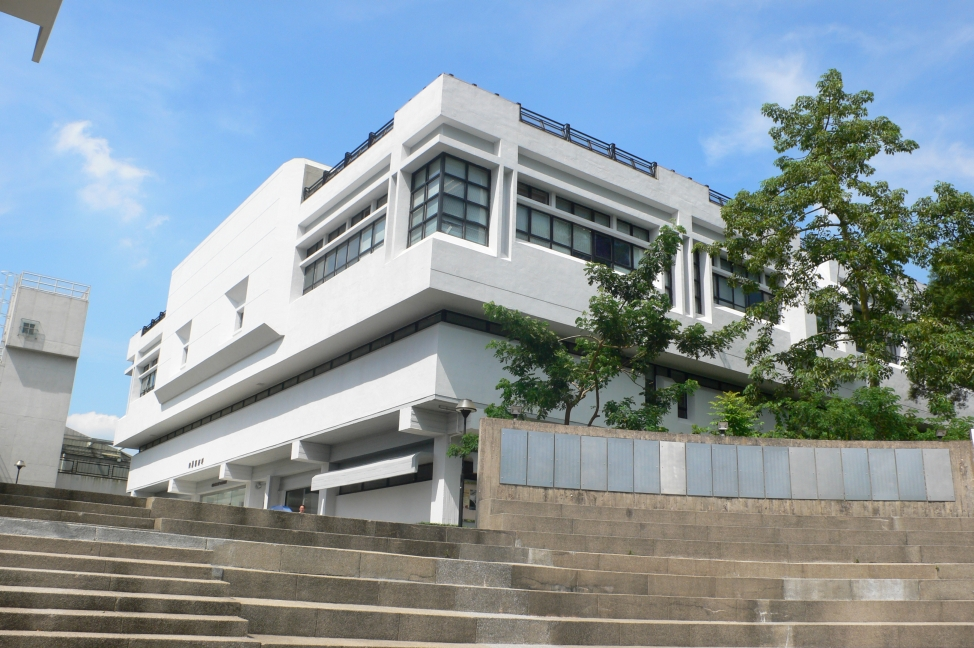
富爾敦勳爵在1976年發表的第二次《富爾敦報告書》引起香港中文大學三家成員書院，特別是新亞書院（圖）的激烈反響

有第二次富爾敦委員會之稱的調查委員會在1975年12月來港就中文大學的行政架構和運作模式展開研究，復於1976年2月9日在倫敦舉行全體會議，著手草擬報告。在1976年3月，富爾敦發表第二次《富爾敦報告書》，他雖然支持余英時工作小組提出的「教師治校」原則，但卻針對三院校董會的架構，建議大副增加校董會內代表教學人員的議席；《報告書》中另一引起熱議的焦點，是提出以「單一制」取代原有的「聯邦制」，富爾敦建議讓中大校方由各家成員書院收歸大部份的行政權力，以便利中大校方施政，而成員書院僅負責學生福利和通識教育的工作，但准予繼續保留既有的書院特色。
《報告書》發表以後，旋即引起了外界激烈反響，新亞、崇基和聯合三家成員書院當中，尤以新亞的反響最大。持反對的意見認為，《報告書》捨棄「聯邦制」，是違反中大創校之初港府對三家書院許下的承諾，大幅更迭成員書院校董會的架構，更進一步削奪三家書院原有辦學者的權力。這些反對意見還認為，中文大學的營運開支當中，以教師薪金佔上一大部份，行政開支只佔小數，因此中大是否由「聯邦制」改為「單一制」，並不能明顯節省辦學經費。儘管面對新亞書院和中大學生方面的激烈反響，港府最終仍然是接受了第二次《富爾敦報告書》的建議，並由立法局在1976年12月按建議通過修訂《香港中文大學條例》，至此，中文大學改制的決定遂告塵埃落定，但最終包括正副主席在內的九名新亞書院校董卻憤而辭職，以示對改制的堅決抗議。
儘管富爾敦因發表第二次《富爾敦報告書》而激發中大校內校外就大學學制的爭論，但《報告書》的建議事實上有其理據，而中大此後也繼續以「單一制」的模式穩步發展。晚年的富爾敦依舊關注中大校政，並且敢於發言，在1978年，中大就大學應否由「四年制」學制改為「三年制」學制的議題上展開爭論的時候，富爾敦就在同年3月致函呼籲中大維持「四年制」的辦學模式，與大學校方和大學學生站在同一陣線。為表揚富爾敦多年來對中大的支持，他在1981年獲中大校方委任為創校以來首位終身校董。

### 其他公職

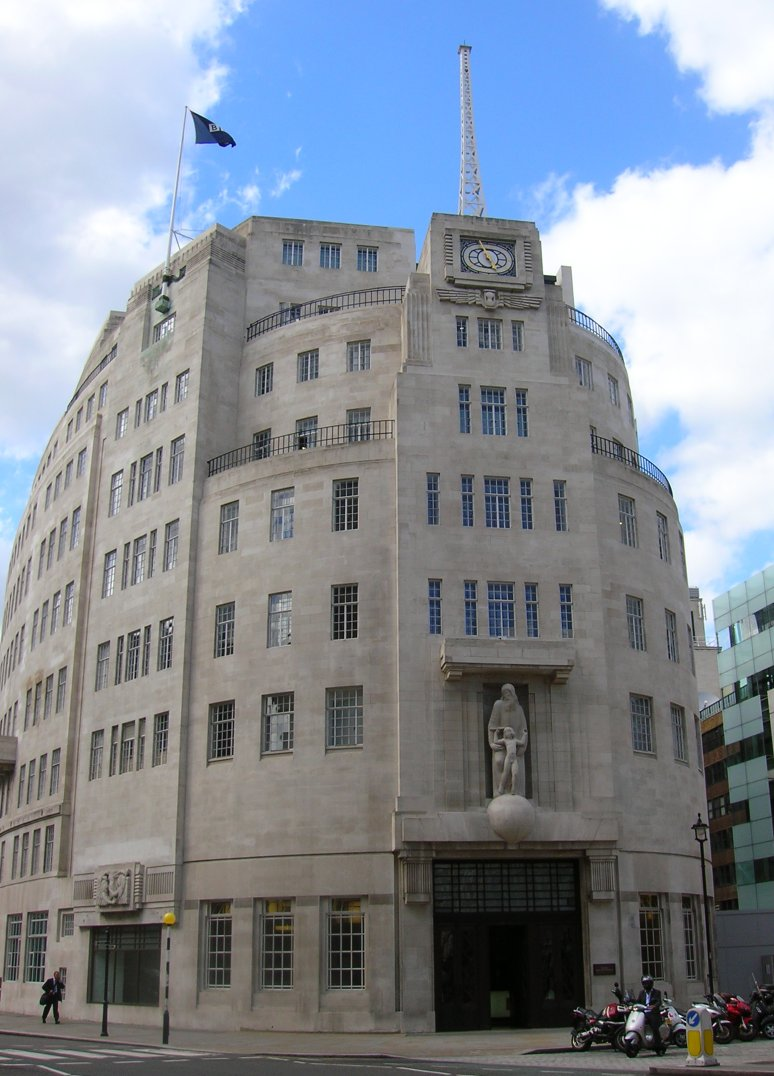
富爾敦勳爵在1965年至1970年間兩任英國廣播公司董事局副主席

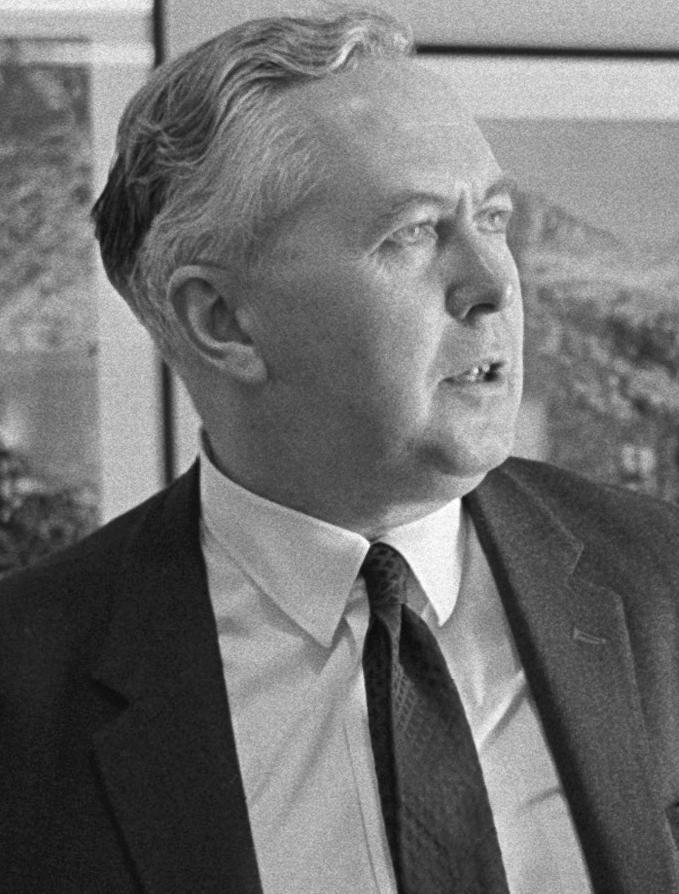
富爾敦勳爵二戰期間曾與哈羅德·韋爾遜共事，韋爾遜後來出任英國首相

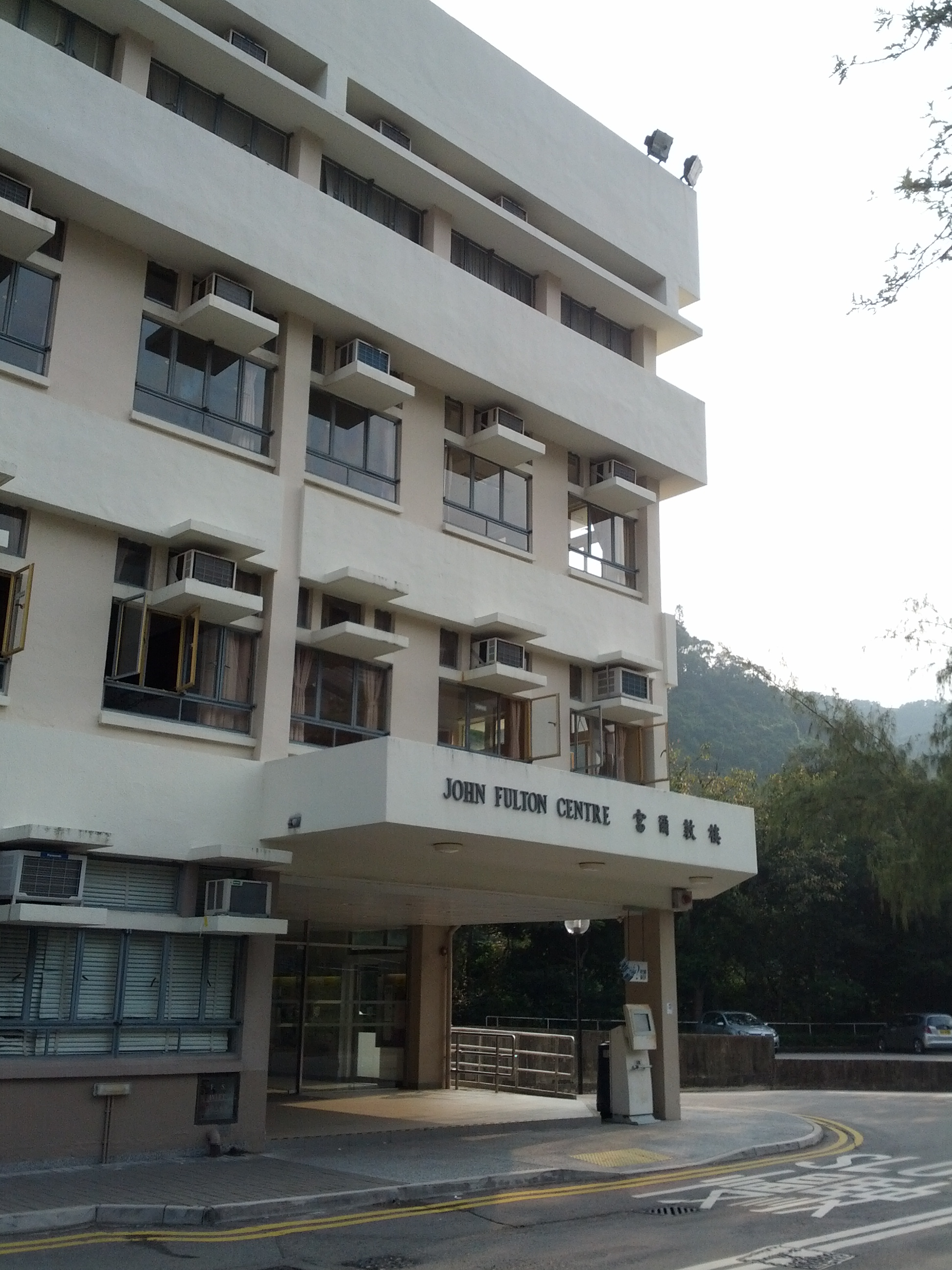
香港中文大學的富爾敦樓在1989年落成啟用

透過推動海外的專上教育發展，富爾敦經常與英國文化協會和英國廣播公司（BBC）維持緊密的合作關係，這些合作關係促成他在1962年至1965年分別出任BBC和獨立電視管理局（ITA）兩個成人教育委員會的主席、1965年出任BBC英國地區持續教育顧問局主席、以及在1968年至1971年出任英國文化協會主席。在1965年，他進一步加入BBC董事局，同時接替出任薩塞克斯大學規劃委員會主席的詹姆士·杜富爵士（Sir James Duff），出任BBC董事局副主席。雖然他在1967年因公務繁重而暫時卸下副主席的職務，但到1968年即重新復任，至1970年才告卸任。在任內，他憑藉自己的影響力代表BBC與政府就不同方面的議題展開私下斡旋，其中，當時由哈羅德·韋爾遜擔任首相的工黨政府曾計劃開拓廣告收入作為BBC的收入來源，以減輕政府的財政負擔。不過，BBC一方卻擔心從此要依賴廣告收益，對計劃感到憂慮之際，正好富爾敦在戰時曾與韋爾遜共事，兩人關係非淺，最終在富爾敦向韋爾遜爭取下，政府放棄了有關計劃。
另一方面，富爾敦在1966年獲工黨政府委任到一個公務員事務委員會（又名富爾敦委員會）擔任主席，負責就公務員體制展開全面檢討。委員會之組成，在於當時輿論普遍認為政府部門脫離群眾，而且政府內部缺乏專才，難以協助政府制定和推動政策，因此有改革的必要。富爾敦隨後於1968年發表委員會報告書（又名《富爾敦報告書》），雖然他在撰寫報告書的過程中聽取不少由其中一名委員諾曼·亨特（Norman Hunter，後為克洛瑟-亨特勳爵）提出的意見，但報告書的主要內容均是由富爾敦本人定調。在報告書中，富爾敦對改革公務員體制提出不少大刀闊斧和具前瞻性的建議，當中的要項包括主張減少過份依賴政務和行政通才，取而代之的是由不同的專業人才打理各個政府部門，使公務員向專業化邁進；其次，是設立一所公務員學院（Civil Service College），加強對在職公務員在管理方面的培訓；此外還提倡在政府設立公務員事務部，使財政部不再兼理公務員事務，改由一個專責的部門集中處理公務員事務和制定公務員相關的政策。
儘管富爾敦深信改變和開放是提昇公務員團隊水平的重要因素，可是報告書卻因為觸動不少公務員的既有利益而遭受白廳方面的鉅大阻力。在這個局面下，政府最後放棄了富爾敦有關公務員專業化的建議，但仍按照他的建議在1968年分別設立公務員事務部和公務員學院。然而，富爾敦的公務員改革始終未能帶來顯著的成效，由他倡議設立的公務員事務部，後來於1981年在首相戴卓爾夫人主導下，被保守黨政府廢除，權力則被收歸到首相府和內閣府；至於公務員學院後來也被改組成為國家政府學院（National School of Government），一直到2012年方告停辦。
他在後期擔任過的公職還包括在1964年至1967年擔任高等教育研究學會會長、1966年至1967年出任發展研究學院（Institute of Development Studies）主席、1967年至1971年擔任倫敦大學教育研究所理事會主席、1968年至1978年任維斯托克人文關係研究所理事會主席、1969年出任倫敦莫爾利學院校董會主席、以及在1973年至1976年任人力資源學會主席。

### 晚年生涯
富爾敦在1967年卸任薩塞克斯大學校長後，與妻子由布萊頓搬到北約克郡桑頓谷（Thornton-le-Dale）的布魯克府（Brook House）定居。晚年的富爾敦仍四出遊歷，一直到1986年3月14日卒於家中，終年83歲。
富爾敦生前獲得多家院校頒授名譽法學博士學位，以肯定他多年來積極推動英國和海外的高等教育發展。除了香港中文大學以外，曾向他頒授名譽法學博士學位的院校包括美國加州大學和耶魯大學、以及英國的薩塞克斯大學、威爾斯大學和鄧迪大學。至於曾向他頒授名譽文學博士的院校，也計有尼日利亞的伊費大學（奧巴費米亞沃洛沃大學前身）、皇家馬爾他大學、加拿大的卡爾頓大學和英國的基爾大學。
為紀念富爾敦生前對中文大學的貢獻，大學校方在1989年把位處大學本部一座新落成、樓高五層、總建築面積約佔2,100平方米的多用途中心命名為富爾敦樓（John Fulton Centre），同年10月27日由時任大學及理工教育資助委員會主席李國能主席揭幕儀式，並由富爾敦其中一名兒子奧利佛·富爾頓博士（Dr Oliver Fulton）致辭，出席觀禮人數約80餘人，場面熱鬧。此外，布萊頓-霍夫巴士公司也把布萊頓市內兩輛編號分別為626號和647號的雙層巴士命名為「法爾馬富爾敦勳爵號」（Lord Fulton of Falmer），以紀念他曾在布萊頓擔任薩塞克斯大學一職。

## 個人生活
富爾敦在1939年娶約克事務律師肯尼思·愛德華·托勒·威爾金森（Kenneth Edward Towler Wilkinson）的女兒積奇蓮·威爾金森（Jacqueline Wilkinson）為妻，兩人共育有三子一女。富爾敦生前是倫敦紳士會所藝文會的會員，他的主要興趣是打高爾夫球。

## 部份著作
- Co-authored with C. R. Morris, In Defence of Democracy, 1935.[1]

（直譯：與C·R·莫理斯合著，《為民主辯護》，1935年。）

## 榮譽

### 殊勳
- 下級勳位爵士（Kt.） （1964年英女皇壽辰授勳名單[5]）
- 終身貴族 （1966年元旦授勳名單[6]）

### 名譽學位
- 名譽法學博士[1]
  - 香港中文大學（1964年）
  - 加州大學（1966年）
  - 耶魯大學（1967年）
  - 薩塞克斯大學（1967年）
  - 威爾斯大學（1968年）
  - 鄧迪大學（1968年）
- 名譽文學博士[1]
  - 伊費大學（1967年）
  - 皇家馬爾他大學（1967年）
  - 卡爾頓大學（1970年）
  - 基爾大學（1971年）
- 名譽院士[1]
  - 牛津大學貝利奧爾學院（1972年）
  - 斯旺西大學學院（1985年）

### 以他命名的事物
- 富爾敦樓（Fulton House）：位於斯旺西大學校園內。
- 富爾敦樓（John Fulton Centre）：位於香港中文大學本部校園，於1989年啟用。
- 法爾馬富爾敦勳爵號（Lord Fulton of Falmer）：兩輛編號分別為626號和647號的雙層巴士，隸屬於布萊頓-霍夫巴士公司。[30]

### 頭銜
- 約翰·富爾敦 （John Fulton，1902年5月27日－1964年6月）
- 約翰·富爾敦爵士 （Sir John Fulton，1964年6月－1966年1月）
- 富爾敦勳爵閣下 （The Rt. Hon. Lord Fulton，1966年1月－1986年3月14日）

## 注腳
1. 1 2 3 4 5 6 7 8 9 10 11 12 13 14 15 16 17 18 19 20 21 22 23 24 25  "FULTON, Baron" (1996)
2. 1 2 3 4 5 6 7 8 9 10 11 12 13 14 15 16 17  Briggs（2004年）
3. 1 2 3 4 5  "Timeline" (retrieved on 10 February 2013)
4. 1 2 3 4 5 6 7 8 9 10  "Obituary of Lord Fulton, first Vice-Chancellor of Sussex University" (19 March 1986)
5. 1 2  "Supplement to Issue 43343 （页面存档备份，存于）", London Gazette, 5 June 1964, p.2.
6. 1 2  "Supplement to Issue 43854", London Gazette, 31 December 1965, p.1.
7. 1 2 3 4 5  〈富爾敦樓啟用〉（1989年）
8. 1 2 3 4 5  葛量洪爵士（1984年），第205页
9. 1 2  麥仕維（1981年），第9页
10. ↑  吳倫霓霞（1993年），第4页
11. ↑  吳倫霓霞（1993年），第10-19页
12. ↑  吳倫霓霞（1993年），第19页
13. 1 2 3  吳倫霓霞（1993年），第18-19页
14. 1 2 3 4 5  麥仕維（1981年），第10页
15. 1 2  〈南洋大學的歷史事略〉（2012年9月13日）
16. ↑  吳倫霓霞（1993年），第19-20页
17. 1 2 3  吳倫霓霞（1993年），第20页
18. ↑  吳倫霓霞（1993年），第211页
19. 1 2 3 4 5  吳倫霓霞（1993年），第22-23页
20. ↑  麥仕維（1981年），第11页
21. ↑  吳倫霓霞（1993年），第22-24页
22. 1 2  吳倫霓霞（1993年），第24页
23. 1 2  吳倫霓霞（1993年），第60-62页
24. 1 2 3  吳倫霓霞（1993年），第62页
25. ↑  吳倫霓霞（1993年），第62-63页
26. 1 2 3 4  吳倫霓霞（1993年），第63-64页
27. ↑  吳倫霓霞（1993年），第212页
28. ↑  吳倫霓霞（1993年），第70页
29. ↑  National School of Government （页面存档备份，存于）. UK: Cabinet Office, retrieved on 10 February 2012.
30. 1 2  "Names on the buses （页面存档备份，存于）", Brighton & Hove, retrieved on 10 February 2013.

### 英文資料
- "Obituary of Lord Fulton, first Vice-Chancellor of Sussex University", The Times, 19 March 1986.
- "FULTON, Baron", Who was Who. London: A & C Black, 1996.
- Briggs, Asa. .  線上版. 牛津大學出版社. 2004. doi:10.1093/ref:odnb/39987. 需要订阅或英国公共图书馆会员资格
- "Timeline （页面存档备份，存于）", Fifty years : University of Sussex. UK: University of Sussex, retrieved on 10 February 2013.

### 中文資料
- 麥仕維. . 《中文大學校刊》 (香港: 香港中文大學). 1981年 [一九八一年秋]  [2021-08-08]. （原始内容存档于2013-03-05）.
- 葛量洪爵士. . 由曾景安翻译. 香港: 廣角鏡出版社. 1984年  [2021-08-08]. ISBN 9789622260696. （原始内容存档于2021-08-08）.
- 〈富爾敦樓啟用（页面存档备份，存于）〉，《中文大學校刊》一九八九年冬。香港：香港中文大學，1989年。
- 吳倫霓霞 (编). . 香港: 中文大學出版社. 1993年  [2013-02-10]. （原始内容存档于2014-01-14）.
- 〈南洋大學的歷史事略〉，《南洋大學校友業餘網站》，2012年9月13日。（页面存档备份，存于）

## 延伸閱讀
- 李卓敏博士著，《開辦的六年1963﹣1969 （页面存档备份，存于）》。香港：香港中文大學，1969年。

## 外部連結
- 〈大學校董晉封勳爵（页面存档备份，存于）〉，《中文大學校刊》第二卷第七期。香港：香港中文大學，1966年2月。
- 〈富爾敦報告書（页面存档备份，存于）〉，《中文大學校刊》一九七六年夏。香港：香港中文大學，1976年。
- 〈中大最重要人物選舉揭曉 （页面存档备份，存于）〉，《中大校友》第二十一期，2000年3月
- 〈似有還無的中大理念 （页面存档备份，存于）〉，《中大學生報》，2012年7月30日

| 學術機關職務                | 學術機關職務                               | 學術機關職務                 |
| --------------------------- | ------------------------------------------ | ---------------------------- |
| 前任： C·A·愛德華茲博士     | 斯旺西大學學院院長 1947年-1959年           | 繼任： J·H·帕里教授          |
| 前任者： 艾佛·L·伊文思教授  | 威爾斯大學校長 1952年-1954年 1958年-1959年 | 繼任者： 艾默雷斯·伊文思爵士 |
| 前任者： 安東尼·斯蒂爾博士  | 威爾斯大學校長 1952年-1954年 1958年-1959年 | 繼任者： 安東尼·斯蒂爾博士   |
| 前任： 新創設               | 薩塞克斯大學學院院長 1959年-1961年         | 繼任： 薩塞克斯大學校長      |
| 前任： 薩塞克斯大學學院院長 | 薩塞克斯大學校長 1961年-1967年             | 繼任： 阿薩·布里格斯教授     |
| 前任： 布里奇斯勳爵         | 英國文化協會主席 1968年-1971年             | 繼任： 萊斯利·羅恩爵士       |